# برتر کلاس
برتر کلاس (به انگلیسی: Head of the Class) مجموعه تلویزیونی در ژانر کمدی موقعیت است که از سال ۱۹۸۶ تا ۱۹۹۱ در شرکت پخش رسانه‌ای آمریکا پخش شد.
این مجموعه، درباره دانش آموزانی تیزهوش در دبیرستان تخیلی میلارد فیلمور در منهتن به تحصیل می‌پردازند. همچنین داستان درمورد دبیر تاریخ‌شان، چارلی مور (هاورد هسمن) است. هسمن این مجموعه تلویزیونی را در سال ۱۹۹۰ ترک کرد و نقش او را کمدین اسکاتلندی، بیلی کانلی ادامه داد. این سریال ۵ فصل دارد.

## بخشی از داستان
برتر کلاس مجموعه‌ای درباره دانش آموزانی مستعد در یک کلاس است. هرکدام از دانش آموزان، استعدادی ویژه و متفاوت دارند. 
در سه سال از پخش این مجموعه، کلاس فقط ده دانش آموز داشت.